# Peter Hrstic
Peter Hrstic (Klagenfurt, 1961. szeptember 24. –) válogatott osztrák labdarúgó, középpályás.

## Pályafutása

### Klubcsapatban
Az Austria Klagenfurt korosztályos csapatában kezdte a labdarúgást, ahol 1981 és 1984 között játszott az első csapatban. 1985 és 1988 között a Rapid Wien, 1988–89-ben a Swarovski Tirol, 1989 és 1993 között az Austria Salzburg labdarúgója volt. A Rapiddal két-két bajnoki címet és osztrákkupa-győzelmet ért el. Tagja volt az 1984–85-ös idényben KEK-döntős csapatnak. A Swarovski Tirollal egy bajnoki címet nyert.

### A válogatottban
1985 és 1987 között három alkalommal szerepelt az osztrák válogatottban és egy gólt szerzett.

## Sikerei, díjai
Rapid Wien
- Osztrák bajnokság
  - bajnok (2): 1986–87, 1987–88
- Osztrák kupa
  - győztes (2): 1985, 1987
- Kupagyőztesek Európa-kupája (KEK)
  - döntős: 1984–85

 Swarovski Tirol
- Osztrák bajnokság
  - bajnok: 1988–89